# Iturbe (Argentinien)
Iturbe (auch Hipólito Yrigoyen und Negra Muerta) heißt ein Dorf mit 1285 Einwohnern in der Provinz Jujuy in Argentinien. Es liegt in einer Höhe von 3223 Metern im Departamento Humahuaca, nördlich der Quebrada de Humahuaca in einer Entfernung von 161 km zur Provinzhauptstadt San Salvador de Jujuy. 
Iturbe hat einen Bahnhof, der nicht mehr in Betrieb ist. Früher verkehrte dort die Eisenbahn Ferrocarril General Manuel Belgrano.